# Svartmaskad monark
Svartmaskad monark (Symposiachrus trivirgatus) är en fågel i familjen monarker inom ordningen tättingar.

## Utbredning och systematik
Svartmaskad monark delas upp i nio underarter i fem grupper med följande utbredning:
- S. t. bimaculatus – norra Moluckerna (Morotai, Halmahera och Bacan)
- S. t. diadematus – norra Moluckerna (Obi och Bisa)
- S. t. nigrimentum (inklusive bernsteinii[4]) – södra Moluckerna (Seram och Ambon)
- trivirgatus-gruppen
  - S. t. wellsi – ögruppen Seram Laut (Gorong och Manawoka) samt Watubelaöarna (Kasiui)
  - S. t. trivirgatus – Små Sundaöarna
  - S. t. albiventris – nordöstra Australien: öarna i Torres Sund samt nordöstra Queensland (Kap York till bergsområdet McIlwraith)

- - S. t. melanopterus – Southeastern Islands (sydöstra Nya Guinea)
- gouldii-gruppen
  - S. t. melanorrhous – östra Queensland (Cooktown till Burdekin River)
  - S. t. gouldii – häckar i östra Australien (Clarke Range, Queensland söderut till trakterna kring Sydney, New South Wales); åtminstone delvis flyttfågel som övervintrar så långt norrut som sydöstra Nya Guinea (Trans-Fly) och öarna i Torres Sund.

Underarten wellsi inkluderas ofta i nigrimentum. Underarterna bimaculatus och diadematus urskiljs ibland som en egen art, halmaheramonark (S. bimaculatus).

## Status
IUCN kategoriserar arten som livskraftig.